# Alexandronectes
Alexandronectes es un género de plesiosaurio elasmosáurido, un tipo de reptil marino de cuello largo, que vivió en los océanos del Cretácico superior en lo que hoy es Nueva Zelanda. Contiene una especie, A. zealandiensis. Fósiles de Alexandronectes fueron encontrados en la Formación Conway de Canterbury.

## Descripción
Alexandronectes pertenece a la subfamilia de elasmosáuridos Aristonectinae basada en la estructura pterigoidea y un arco escamoso en forma de A. Sin embargo, difiere de otros aristonectinos en su cráneo más pequeño, diferentes procesos paroccipitales y diferentes glenoides mandibulares.